# Surahammars IF
Le Surahammar Ishockeyförbund ou Surahammar IF est un club de hockey sur glace de Surahammar en Suède. Il évolue en hockeyettan, le troisième échelon suédois.

## Historique
Le club est créé en 1914.

## Palmarès
- Aucun titre.